# Jennifer Nansubuga Makumbi
Jennifer Nansubuga Makumbi (geboren in de jaren 60) is een Oegandese schrijfster van romans en korte verhalen. Ze is docent Creatief Schrijven aan de Universiteit van Lancaster. Ze woont in Manchester met haar man Damian en zoon Jordan.
Haar PhD-thesis, 'The Kintu Saga', won het Kwani? Manuscript project in 2013. Het werd in 2014 uitgegeven door Kwani Trust onder de titel Kintu. Dit boek is in het Nederlands beschikbaar onder de zelfde titel. 
Haar verhalenbundel, 'Manchester Happened', werd gepubliceerd in 2019. Ze werd genomineerd voor de Commonwealth Short Story 2014 met haar verhaal 'Let's Tell This Story Properly'. Ze won deze prijs in twee categorieën: 'Regionale winnaar', in de regio Afrika, en 'Algemene winnaar'. Ze werd geselecteerd voor de Etisalat-prijs voor literatuur 2014. In 2018 won ze een Windham-Campbellprijs in de categorie fictie. 
In 2021 won haar roman 'The first woman' de Jhalakprijs. Dit boek is in het Nederlands beschikbaar onder de titel 'De eerste vrouw'.

## Publicaties

### Romans
- Kintu (2014)
- De eerste vrouw (2020}
- A Girl Is A Body of Water

### Korte verhalen bundel
- Manchester Happened, (2019)

### Korte verhalen
- "Let’s Tell This Story Properly", in Granta, 2014
- "The Joys of Fatherhood", in African Writing Online
- "The accidental sea man", in Moss Side Stories, 2012

## Prijzen en onderscheidingen
- 2014 Etisalat-prijs voor literatuur, selectie
- 2014 Commonwealth Short Story Prize,  winnaar
- 2013 Kwani? Manuscriptproject, winnaar
- 2014 Commonwealth Short Story Prize, nominatie
- 2014 Commonwealth Short Story Prize, winnaar categorie regio Afrika
- 2018 Windham-Campbell Literatuurprijs, winnaar categorie fictie
- 2020 100 meest invloedrijke Afrikanen, New African Magazine
- Jhalak-prijs 2021, winnaar
- Encore Award 2021, nominatie